# حسن علي حمود
حسن علي حمود (مواليد 26 سبتمبر 1986) هو لاعب كرة قدم لبناني يلعب كلاعب خط وسط لنادي الحكمة.

## روابط خارجية
- حسن حمود على موقع قاعدة بيانات كرة القدم.إي يو (الإنجليزية)
- حسن حمود على موقع ناشيونال فوتبول تيمز (الإنجليزية)
- حسن حمود على موقع Soccerway.com (الإنجليزية)
- حسن حمود على موقع كووورة
- حسن حمود على موقع GSA (الإنجليزية)